# بريمية برومية
بريمية برومية (الاسم العلمي:Leptospira broomii) هي نوع من البكتيريا تتبع جنس البريمية من فصيلة نظيرات البريمية.